# وستن (تگزاس)
وستن، تگزاس (به انگلیسی: Weston, Texas) یک شهر در ایالات متحده آمریکا با جمعیت ۶۳۵ نفر است که در تگزاس واقع شده‌است.

## موقعیت جغرافیایی
موقعیت جغرافیایی شهرها و مناطق اطراف به شرح زیر است: